# S.O.S. Strays
Stichting S.O.S. Strays was een organisatie die zich tot doel stelde hulp te bieden aan buitenlandse dierenbeschermingsorganisaties, meer bepaald op het gebied van kansarme honden en het herplaatsen van kansarme honden uit Spanje en Griekenland bij Nederlandse en Belgische adoptiegezinnen. Op 4 juli 2022 is de stichting opgeheven.

## Doelstelling
De stichting had tot doel om het welzijn van kansarme zwerfhonden en asielhonden in (voornamelijk) Spanje en Griekenland te verbeteren en te informeren over de leefsituatie van asielhonden in het buitenland. Daarnaast steunde zij lokale dierenrechtenorganisaties in het buitenland en zette ze zich in om kansarme honden uit Spanje en Griekenland bij Nederlandse en Belgische adoptiegezinnen te plaatsen.

## Geschiedenis
In 2001, na een vakantie in Griekenland, besloot initiatiefneemster en oprichtster Carine Wouters na geconfronteerd te zijn met de talloze zwerfhonden enkele acties op te zetten zoals het schrijven van protestbrieven en opzetten van petities. Tevens ging ze aan de slag om voor enkele honden een nieuwe thuis te vinden in België of Nederland. In 2004 resulteerde dit in de oprichting van de vereniging zonder winstoogmerk S.O.S.Strays vzw. Omdat de meeste vrijwilligers Nederlanders waren werd in 2008 de vzw ontbonden en wordt de Stichting S.O.S.Strays in Nederland opgericht.

## Hulpprojecten in het buitenland
De hoofdactiviteit van de stichting was het hulp bieden aan buitenlandse dierenbeschermingsorganisaties. Dit deed zij op de volgende manieren:
- Door honden ter adoptie aan te bieden in Nederland en België probeert de stichting de druk op asielen te verlichten
- Het verstrekken van hulpgoederen ten behoeve van de verzorging van honden in asielen van de organisaties in het buitenland
- financiële hulp
- het inzetten van vrijwilligers voor de verzorging van de dieren in asielen in het buitenland
- dierenartsen in opleiding helpen aan werkervaringsplekken